# Dinastia Qin
Dinastia Qin (
chineză: 秦朝; pinyin: Qín Cháo, Wade-Giles: Ch'in Ch'ao) a fost o dinastie care a condus China între 221 î.Hr și 207 î.Hr.. A fost precedată de dinastia feudală Zhou și urmată de dinastia Han în China. Unificarea Chinei în  221 î.d.Hr. sub Primul împărat Qin Shi Huangdi (sau Shih Hwang-Tih) a marcat începuturile Chinei imperiale, o perioadă care a durat până la căderea dinastiei Qing în 1912.

## Imperiul
Regalitatea a luat sfârșit în anul 256 î.Hr., când regele Nan, din dinastia Zhou, lipsit de orice prerogative, a murit fără a lăsa urmași. Meritul unificării Chinei îi revine puternicului stat militarist Qin (225-206 î.Hr.), stat care ocupa o suprafață importantă de teritoriu pe malul apusean al Fluviului Galben. Regii Qin au luptat împotriva rivalilor lor cu o rară ferocitate și au cucerit rând pe rând toate marile regate feudale chineze. În vâltoarea acestor lupte dramatice, dinastia Zhou dispare după opt secole de existență, record de longevitate între toate dinastiile chineze. În anul 247 î.Hr., la vârsta de treisprezece ani, Zheng s-a urcat pe tronul țării Qin și în anul 221 î.Hr., după victorii deosebite a cucerit întreaga Chină și le-a cerut miniștrilor săi să-i găsească un titlu care să fie pe măsura meritelor sale. După îndelungate dezbateri aceștia i-au propus titlul de Suveran August (Huangdi) pe care l-a adoptat, hotărând să fie numit Primul Suveran August (Shi Huangdi), succesorii săi au fost numiți al doilea, al treilea și tot așa. Numele pe care și l-a atribuit își are originea într-o tradiție antică potrivit căreia China avusese la începuturile existenței sale trei ,,Huang” (,,Auguști”) și apoi cinci Di (,,Suverani”) . Prin mai multe elemente, noua concepție de Imperiu era atașată de trecut și împrumuta mult din vechea regalitate Zhou: alegerea unei culori ( negru), a unui număr și a unui element cunoscut ca fiind favorabil dinastiei ( apa ) . Qin Shi Huangdi a ales numărul șase drept număr etalon și a domnit în virtutea elementului apă. El a hotărât ca drapelele și hainele să aibă culoarea neagră, culoare ce corespunde apei. Pălăriile oficiale au avut șase degete lungime, iar atelajele trăsurilor, șase cai . Acum, funcția regală nu mai este numai religioasă, suveranul jucând rolul unei autorități efective și dorește să își etaleze puterea. El poruncește să se construiască la Xian yang un palat grandios, unde pot locui 10.000 de persoane și unde sunt reconstituite palatele princiare ale regatelor cucerite. Atunci când se exprimă folosește pentru a se autodesemna un pronume special: Zhen ( noi). Atunci când deleagă autoritatea unuia dintre funcționarii săi, lucrul acesta se face prin intermediul fu, al insignei formate din două jumătăți potrivite perfect, una dintre ele era oferită celui care își primea misiunea, cealaltă era păstrată în cancelarie, pentru control. Victoria statului Qin împotriva dușmanilor săi a fost posibilă numai prin organizarea unei armate bine echipate și cu o disciplină strictă, pe lângă competența comandanților și viziunea monarhului. Cronicile vorbesc de sute de mii de capete tăiate (nu se luau prizonieri de război). Deși această brutalitate era ceva comun în China Veche, totuși acest tablou sângeros al unificării prin foc și sabie a prefațat, ca o prevestire, duritatea regimului instaurat de Qin Shi Huangdi în noua sa stăpânire. Prințul din Qin a început prin a anexa teritoriile vecine de pe cursul mijlociu și inferior al Fluviului Galben, statele Zhao, Wei și Han ( actuale provincii Shanxi și Henan), regatul central Chu ( între Huang-He și râul Huai), apoi Qi (în Shandong). Atunci când această primă unificare a fost realizată, el a organizat campanii în zone mai îndepărtate, în regiuni considerate încă barbare. La nord-est, a ajuns până în Coreea, în nord, s-a lovit de Xiongnu (hunii), populații nomade care erau pe cale să organizeze o puternică confederație și s-a oprit pe Fluviul Galben pentru a preveni o invazie . Către sud a trimis patru armate care au ajuns până la mare, în apropiere de Guangzhou ( actualul oraș Canton) și continuă înaintarea sa până în nordul actual al Vietnamului. În felul acesta este marcat, încă de la origini, cadrul în care China istorică se va dezvola încetul cu încetul. Împăratul Qin a poruncit să se înceapă construirea Marelui Zid Chinezesc, pentru a-și apăra țara împotriva invaziilor popoarelor de păstori și războinici nomazi din stepele Mongoliei. Spațiul astfel delimitat era extrem de divers. Pentru a realiza omogenizarea sa, Qin Shi Huangdi a suprimat toate fiefurile, toate principatele locale și a creat, pentru a le înlocui, treizeci și șase de jun sau prefecturi, cu structuri identice . El a organizat o rețea de drumuri, care porneau din noua capitală, Xian’yang ( aproape de actualul Xi’an din provincia Shaanxi). Împăratul Qin Shi Huangdi a desființat celelalte state și a pus bazele unei autorități puternice, centralizate, care avea la bază o armată puternică, o administrație eficientă și un cod de legi foarte strict. Imediat după instaurarea noii ere, Qin Shi Huangdi a vizitat toate regiunile Imperiului și a făcut pelerinaje la toate locurile sfinte tradiționale, dar zeii l-au primit rău pe cel care conducea după principii elaborate într-o epocă de tiranie. Pe muntele Siang, divinitățile locale au trimis un vânt care aproape l-a impiedicat să treacă fluviul Yhuziang. Împăratul a poruncit să fie doborâtă pădurea de aici și apoi muntele să fie vopsit în roșu ca un criminal. Sistemul de unități de măsură, moneda și scrierea chineză au fost unificate și standardizate în această perioadă. Valoroasă s-a dovedit, în acest sens, experiența fostelor state rivale regatului Qin, care cu mult înaintea unificării își construiseră vaste fortificații cu aceeași finalitate. Dar proiectul Qin va fi marcat, spre deosebire de aceste încercări anterioare, de titanismul acelei epoci de înnoire pentru China, având proporții cu adevărat grandioase. Marele Zid Chinezesc, extins și refăcut de dinastiile următoare, se întinde acum pe o lungime de 7 240 km, de la Marea Galbenă până în provincia Xinjiang, în vestul Chinei . Qin Shi Huangdi datora o bună parte din succesul său reformelor radicale adoptate de către predecesorii săi, cât și de către consilierii legiști ai acestora. O dată ajuns stăpân al Imperiului, el a continuat să acorde încredere aceleiași școli de gândire, care dorea instaurarea unei puteri centrale absolute, precum și a unui cod penal sever și a unui sistem de legi aplicabile tuturor. Împăratul a înlăturat vechea nobilime, i-a confiscat armele, i-a distrus fortificațiile și nu a ezitat să deporteze pe unii dintre ei. El i-a ținut sub control pe intelectuali care, până atunci, formaseră o mare parte din clientela seniorială, mereu gata să critice sau să contrazică. Cărțile clasice, care exprimau gândirea vechii aristocrații, au fost condamnate la ardere (213 î.Hr.) și nu au fost păstrate decât cărțile de utilitate practică (medicină, agricultură, divinație). Literații confucianiști au fost hărțuiți și supravegheați, câteva sute dintre ei au fost uciși.
Pentru consolidarea imperiului, Qin Shi Huangdi a luat măsuri care deseori duc cu gândul, privind retrospectiv, la regimurile totalitare ale secolului XX. Împăratul Qin a impus populației impozite grele și a procedat la recrutări forțate de masă atât pentru armată, pentru a-și susține campaniile militare ample, cât și pentru ambițioasele sale proiectele de construcții. Prioritatea este deținută de producția agricolă, iar țăranul-soldat, supus corvezilor și conscripției, devine elementul fundamental. Familiile țărănești sunt împărțite în grupuri responsabile colectiv . Un cod sever, plin de pedepse crude ține recalcitranții în frâu. Din cauza regimului aspru și a impozitelor grele, după 211 î.Hr., când împăratul Qin Shi Huangdi a murit, a izbucnit o puternică răscoală țărănească în urma căreia urmașul său a fost detronat, iar dinastia Qin și-a încetat existența. Pe fondul evenimentelor va veni la putere, pentru aproape patru secole (206 î.Hr. – 220 d.Hr.) dinastia Han, care va prelua într-un mod creator realizările predecesoarei ei. Întemeietorul dinastiei, Liu Pang a primit după moarte, pentru meritele sale numele de Kao-Zî (Strămoșul Suprem). În anul 180 î.Hr., s-a urcat pe tron împăratul Wen, care a avut drept unică preocupare îmbunătățirea stării poporului, reușind să aducă țara la un nivel ridicat de prosperitate. Wen a emis numeroase decrete inspirate din tradițiile antice și a formulat urmatorul principiu: ,, Drumul Cerului (Tian Tao) spune că Dezastrele provin din acțiuni detestabile, în timp ce Prosperitatea apare în urma Virtuții. Greșelile tuturor funcționarilor își au originea în mine.” Urmașul său, împăratul Wu (156 î.Hr.-29 martie 87 î.Hr.), a fost unul din cei mai importanți împărați ai Chinei și al șaptelea din dinastia Han. La naștere a purtat numele de Liu Che, și a urcat pe tron în 141 î.Hr., având avut o domnie lungă de 54 de ani. A preluat tronul de la tatăl său Han Jingdi care prin înăbușirea revoltei "Celor șapte State" (154 î.Hr.) a reușit centralizarea puterii statului. În timpul domniei sale confucianismul a fost sprijinit puternic, devenind obligatorie în administrație. Prin această măsură s-a combătut alchimia taoistică, două curente filosofice ce s-au combătut vehement. În aceeași perioadă apare buddhismul, dar care devine o religie oficială numai în anul 65 î.Hr. în timpul domniei lui Han Mingdi. În timpul domniei lui Wu, au fost purtate numeroase războaie, imperiul extinzându-se până la Tarim și Valea Ferghana (102 î.Hr.- 101 î.Hr.) Coreea (108 î.Hr.), iar în sudul Chinei expansiunea a culminat cu cucerirea Cantonului (111 î.Hr.), până la granița cu Vietnam. Succesele din aceste războaie in special din sudul Chinei, au contribuit la consolidarea statului chinez și creșterea populației, această extindere teritorială a dus la înlesnirea contactelor comerciale, ca de exemplu cu Persia. Politica lui externă s-a concentrat mai ales asupra apărării contra triburilor nomade Xiongnu care efectuau invazii asiatice, iar prin intermediul trimisului, său Zhang Qian, a obținut o alianță cu tribul Yuezhi. De asemenea, s-a acordat o mare importanță creșterii cailor, element important pentru dezvoltarea cavaleriei, acțiune ce își arată roadele în 119 î.Hr., prin înfrângerea suferită de Xiongnu. În final, dinastia Han a fost slăbită de rivalități politice și corupție. Statele vasale puternice s-au revoltat și a izbucnit o mișcare de revoltă de mari dimensiuni, care a pus capăt dinastiei în anul 220 d.Hr. Din acest an, China s-a despărțit în trei regate rivale, amenințate de invaziile triburilor nomade din nord. Moștenirea lăsată de prima dinastie: Qin, care a durat atât de puțin, este de o importanță capitală pentru întreaga istorie a Chinei. Titlul imperial a putut să supraviețuiască timp de mai mult de două milenii în ciuda amintirii odioase pe care a lăsat-o cel care l-a purtat primul, pentru că el corespunde imaginii unei unități a ținuturilor Chinei, care rămâne un model și în zilele noastre. Istoria Chinei nu este o succesiune de dinastii asemănătoare ci o permanentă încercare de a oferi un echilibru influențelor venite din toate colțurile, modurilor de trai extrem de variate, condițiilor geografice diverse. Adevarata obsesie a conducătorilor chinezi a fost mereu efortul către unificare, al cărui model și arhetip se regăsesc în acțiunile lui Qin Shi Huangdi. Multe dintre măsurile adoptate de marele unificator i-au supraviețuit. Imperiul chinez a avut o uriașă istorie timp de două milenii și se încheie cu prăbușirea dinastiei Qing, în anul 1911, când este instaurată Republica.

## Cronologie
• sec. XXVI-XXI î.e.n. Epoca suveranilor legendari Fuxi, Shennong, Huangdi, Shaohao, Zhuanxu; Zorile civilizației chineze și ale organizării sociale în alințele tribale.
• sec. XXI-XVII î.e.n. Dinastia Xia - monarhie ereditară, întemeiată de Marele Yu; controlul asupra cursurilor de apă; elaborarea calendarului lunar agricol.
• sec. XVII-XI î.e.n. Dinastia Shang - regat ereditar; începuturile istoriei scrise pe oase oraculare și vase de bronz; înflorirea prelucrării bronzului, producerea protoporțelanului.
• 1122-255 î.e.n. Dinastia Zhou - Regat autocratic ereditar în frunte cu Fiul Cerului.
• 1122-771 î.e.n. Dinastia Zhou de Vest - Sintetizarea elementelor fundamentale ale civilizației chineze;
841 î.e.n.- începutul însemnărilor conștiente și sistematice ale evenimentelor istorice; elaborarea codului riturilor, apariția orașelor întărite; înflorirea agriculturii și a meșteșugurilor (bronz, țesături de mătase, etc.).
• 770-256 î.e.n. Dinastia Zhou de Est.
• 770-476 î.e.n. Perioada ,, Primăveri și Toamne”- decăderea puterii centrale; întărirea nobilimii vasale și formarea statelor feudale.
• 475-221 î.e.n. Perioada ,,Statelor combatante”- Introducerea producerii și folosirii uneltelor și armelor de fier și oțel; inventarea busolei; dezvoltarea mineritului, agriculturii, de irigații; înflorirea școlii de filosofie; înmănunchierea creațiilor culturale în culegeri. Perioada ,,Primăveri și Toamne” și a ,,Statelor combatante” constituie prima etapă a marelui proces de fuzionare națională în China, ce a avut ca rezultat formarea națiunii han ( populația majoritară chineză).
• 221-206 î.e.n. Dinastia Qin - Constituirea primului stat feudal unificat în istoria Chinei; unificarea scrisului, a unităților de măsură, a banilor, a ecartamentului vehiculelor; construirea Marelui Zid, a unei rețele de drumuri și canale ( primul canal cu ecluze din lume), a marelui complex funerar al împăratului ctitor al Chinei unificate; deschiderea căilor de navigație spre răsărit.
• 213-209 î.e.n. Prima răscoală țărănească de mari proporții în istoria Chinei, condusă de Chen Sheng și Wu Guan.
• 206 î.e.n.-220 e.n. Dinastia Han.
• 206 î.e.n. – 25 e.n. Dinastia Han de Vest- se adoptă măsuri pentru consolidarea statului autocratic central și pentru încurajarea refacerii producției agricole și celei meșteșugărești; în anul 104 e.n. este elaborat calendarul lunar-solar și este adoptat confucianismul drept ideologie conducătoare a societății chineze; este elaborată prima lucrare de istorie a Chinei de către Sima Qian.
• 25-225 e.n. Dinastia Han de Răsărit – este reinstaurată dinastia Han; pătrunde buddismul în China; deschiderea și consolidarea Drumului Mătăsii; Răscoala ,,Turbanelor Galbene”. II. Dinastia Qin și Primul Împărat al Chinei

## Unificarea Chinei și Marile Reforme
Statul feudal Qin a fost considerat, întotdeauna, ca unul semibarbar, pentru că oamenii săi proveneau dintr-un amestec nesigur de chinezi, tibetani și mongoli. Un nobil Zhou spunea ironic că înainte ca statul Qin să adopte muzica de curte rafinată a vecinilor săi mai civilizați, ,,orchestra lor de palat lovea în vase de lut și freca oase unul de altul” . Așezat strategic cu capitala în apropiere de Xi’an-ul modern, statul Qin era privit cu multă teamă în timpul perioadei Statelor Combatante.
Meritul unificării Chinei îi revine puternicului stat militarist Qin (225-206 î.e.n.), stat care ocupa o suprafață importantă de teritoriu pe malul apusean al Fluviului Galben. Regii Qin au luptat împotriva rivalilor lor cu o rară ferocitate și au cucerit rând pe rând toate marile state feudale chineze. În vâltoarea acestor dramatice lupte, dinastia Zhou dispare după opt secole de existență, record de longevitate între toate dinastiile chineze .
Unul după altul, statele fuseseră invadate nemilos de formidabilele armate Qin, care lăsau în urma lor mii de trupuri decapitate împrăștiate pe câmpuri. Caracterul frust al începuturilor civilizației Qin nu trebuie să ne inducă, însă, în eroare : așa cum s-a întâmplat de multe ori în istorie, o omenire mai simplă și, de regulă, mai viguroasă, este candidatul cel mai probabil să aducă cele mai îndrăznețe schimbări și înfăptuiri, adeseori pe un fond de decadență al unei civilizații mai vechi, mai rafinate, dar mai secătuite de vlagă. Cunoaștem situația unificării Egiptului antic prin cucerirea Egiptului de Jos de către muntosul și mai puțin rafinatul Egipt de Sus, unificarea Peninsulei Italice de către rusticul popor latin care a avut de zdrobit mai întâi rezistența civilizațiilor etrusce cu care se învecinau, ca și începuturile modeste ale marilor puteri antice precum Asiria sau Persia, ale căror civilizații au datorat enorm Babilonului cucerit. Și exemplele ar putea continua.
“Marea Fiară Qin”, cum era numit statul, datora o mare parte a succeselor sale unui ministru de la curte, nobilul Shang. Acesta formase un guvern puternic, urmând filosofia legaliștilor, dintre aspectele căreia multe vor face parte pentru totdeauna din regulile imperiale. Nobilul Shang nu avea timp pentru noțiuni confucianiste pioase, dar abstracte, ca umilința, onoarea tradiției și exemplul nobil. El și-a încredințat soarta în mâinile norocului, a vicleniei și a tiraniei absolute și a făcut statul Qin invincibil instituind legi aspre, pedepse nemiloase și recrutare obligatorie în armată pentru toți supușii. Lordul Shang era atât de neînduplecat încât atunci când prințul moștenitor al statului Qin a încălcat una din regulile sale, el a pus ca tutorele prințului să fie aspru pedepsit pentru că nu a reușit să-l învețe legile pe elevul său. La moartea domnitorului Qin, nobilul Shang, temându-se că va fi executat de fostul prinț, actualul rege, și-a propus să dea o lovitură de stat. Când forțele sale au fost înfrânte, iar nobilul Shang însuși a căzut în luptă, noul domnitor a cerut să fie legat de patru care de luptă și sfâșiat în bucăți . Un alt consilier de la curtea Qin, un învățat rătăcitor, pleda prostește pentru idealurile confucianiste de virtute a domnitorilor și moralitate a guvernării. Enervat, conducătorul a hotărât să fie pedepsit prin castrare, spunând: ,, Dacă ar fi să mă supun flecărelilor încrezutului ăstuia, am fi anihilați complet de alte regate războinice”. Vinovatul a primit rolul de eunuc la palat, în vreme ce domnitorul și-a continuat planurile de a ,,strânge China ca pe o pătură.” Timp de 2000 de ani a existat o legendă a unui rege războinic Qin care a întemeiat o țară puternică : China. El a fost primul împărat, și imperiul lui a devenit fortăreața sa, apărată de Marele Zid. Când primul împărat a fost pogorât în mormânt, legenda spune că era cel mai puternic om de pe pământ. Timp de 36 de ani, el dezlănțuise în China cele mai sângeroase vremuri din istoria ei și a reușit imposibilul: el a unit un popor și a avut de zece mii de ori mai mulți supuși față de câți avuseseră faraonii egipteni, într-un imperiu care va supraviețui cu o mie de ani Romei.
Realitatea vieții împăratului a fost mult timp învăluită în mister. Pentru două milenii, singurele informații detaliate proveneau dintr-o singură lucrare istorică elaborată la circa o sută de ani de la moartea lui Qin Shi Huangdi, cronicile marelui istoric Sima Qian . Descoperirile arheologice din anul 1974 au sprijinit legenda și au demonstrat veridicitatea ei. Regele anterior al statului Qin a murit după o scurtă domnie de 3 ani și a fost urmat la tron de fiul său Ying Zheng , viitorul Qin Shi Huangdi, care avea 13 ani la data respectivă . La începutul domniei, tânărul rege a fost controlat de mama sa și de Lu Buwei , amantul acesteia, devenit primul ministru. Un rol important pentru viitorul regatului Qin îl va juca un tânăr învățat pe nume Li Su . Li Su ajunge la curtea lui Ying Zheng și este angajat de ministrul său. În timpul audienței la rege pe care a reușit să o capete la un moment dat, Li Su l-a sfătuit pe acesta să distrugă de pe fața pământului stăpânii feudali și să unifice întreaga lume sub sceptrul său. Cuvintele învățatului au trezit în Ying Zheng conștiința faptului că a lui este adevărata putere pe care o va folosi cu mult curaj în următorii zece ani. El a continuat cuceririle predecesorilor săi cu atâta sălbăticie, încât, până în anul 221 î.e.n., a reușit să supună China în întregime și a determinat regatele feudale să implore îndurare. S-a scris că, de la început până la sfârșit, campania Qin de cucerire a costat un milion și jumătate de vieți de chinezi. Cele șapte state combatante ale Chinei antice erau: ,,Qi, în Shaanxi, țară a primilor Zhou, bogată în cai, statul Zhou, în văile Yangziului mijlociu și Râului Han, cele trei Jin,.adică statele Han, Wei și Zhao, rezultate din împărțirea regatului Jin, vechiul și bogatul regat Qi, condus de familia Tian, și două state a căror putere s-a afirmat de puțină vreme : Yen, în Hebei, a cărui capitală se afla în regiunea Beijingului și statul Chu . Șase dintre state erau vlăguite de războaiele neîntrerupte, în vreme ce regatul Qin se întărea. Timp de zece ani, cel mai tânăr dintre regii care își conduseseră vreodată poporul în luptă, și-a oțelit puterea în războaie. În campania sa contra statului Zhao, armata Qin ia peste zece mii de prizonieri care vor fi executați, contrar cutumelor războiului. Ying Zheng găsește cheia dobândirii imperiului prin sânge, este total lipsit de scrupule și se bazează total pe armată . Victoria statului Qin împotriva dușmanilor săi a fost posibilă numai prin organizarea unei armate bine echipate și cu o disciplină strictă, pe lângă competența comandanților și viziunea monarhului. Cronicile vorbesc de sute de mii de capete tăiate. Deși această brutalitate era ceva comun în China Veche, totuși acest tablou sângeros al unificării prin foc și sabie a prefațat, ca o prevestire, duritatea regimului instaurat de Qin Shi Huangdi în noua sa stăpânire. Prințul din Qin a început prin a anexa teritoriile vecine de pe cursul mijlociu și inferior al Fluviului Galben, statele Zhao, Wei și Han (actuale provincii Shaanxi și Henan), regatul central Chu (între Huanghe și râul Huai), apoi Qi (în Shandong). Atunci când această primă unificare a fost realizată, el a organizat campanii în zone mai îndepărtate, în regiuni considerate încă barbare. La nord-est, a ajuns până în Coreea, în nord, s-a lovit de Xiongnu, populații nomade care erau pe cale să organizeze o puternică confederație și s-a oprit pe Fluviul Galben pentru a preveni o invazie . Către sud, a trimis patru armate care au ajuns până la mare, în apropierea actualului oraș Canton (Guangzhou) și continuă înaintarea sa până în nordul actual al Vietnamului. În felul acesta este marcat, încă de la origini, cadrul în care China istorică se va dezvolta încetul cu încetul. Întrebarea fundamentală a istoricilor despre meteorica ascensiune a împăratului este cum a reușit el din punct de vedere militar. Răspunsul este dat de armata de teracotă descoperită în anul 1974 în apropierea orașului Xi’an din provincia Shaanxi, la 900 de kilometri de Beijing. Ea a uimit lumea cu proporțiile ei fără egal: războinici, cai și care de luptă din teracotă, aliniați pentru a păzi pe veci mormântul împăratului. Excavările și o meticuloasă operațiune de recuperare dusă la bun sfârșit cu multă răbdare de cercetători și de artiști contemporani au dat la iveală patru fose imense din pământ și lemn, în total 25 000 de metri pătrați decopertați. Prima fosă adăpostește peste 6 000 de luptători (nu în întregime restaurați) de 1,80 metri înălțime și cam jumătate de tonă greutate fiecare, înarmați cu lănci, săbii, arcuri și săgeți, cu expresii profund individualizate, deși culorile în care fuseseră pictați inițial n-au rezistat timpului ; în rest, rămâne senzația că armata este vie și defilează spre cel care o privește. Armata e dispusă de-a lungul a 11 culoare de 200 de metri lungime și cam trei metri lățime, respectând gradele militare.
A doua fosă cuprinde cai în mărime naturală, înhămați câte patru la care de luptă, iar infanteriștii, ofițerii de cavalerie și arcașii sunt dispuși ca un corp de armată din ziua de azi. De asemenea, apar primele obiecte de bronz. A treia fosă e ceva mai mică și reflectă conceptul strategiei de luptă din timpul dinastiei Qin: comandantul și cartierul său general în spatele oștirii. Cu prilejul săpăturilor au fost descoperite nenumărate statui distruse sau sparte. S-ar părea că, imediat după moartea împăratului, coridoarele subterane au fost jefuite și distruse de căutătorii de comori sau chiar de răsculații în căutare de arme. Cu toate acestea, au rămas intacte multe statui, numeroase arme, vârfuri de săgeți, precum și rămășițe ale unor arcuri și arbalete din lemn și fragmente de scuturi din bronz . Figurile de teracotă erau o ofrandă funerară, au fost dezgropați 7 500 de războinici care, sub toate aspectele, mai puțin acela că nu sunt din carne și oase, sunt luptători veritabili . Descoperirea oglindește aspectul real al armatei lui Qin. Marea surpriză a fost că primele trei rânduri ale avangărzii erau alcătuite dintr-o infanterie foarte mobilă . Se pare că acestea erau trupele de șoc ale împăratului. În spatele lor venea infanteria grea, care la rândul ei era sprijinită de coloane de care de luptă, iar din urmă, o cavalerie rapidă mătura totul în calea ei . Nu numai precizia ordonării armatei i-a uimit pe cercetători ci și armele pe care le purtau. Deși numai părțile lor metalice s-au păstrat, ele sunt cele mai de calitate arme de bronz care s-au conservat în întreaga lume.
Una dintre cele mai incredibile descoperiri este o sabie, perfect păstrată, după 2000 de ani, cât a zăcut în pământ. Ciuntirea armei demonstrează că arma chiar a fost folosită în luptă de un soldat. Săbiile dinastiei Qin sunt semnificativ mai lungi decât cele ale dinastiilor anterioare . Armurierii Qin au perfecționat metalurgia bronzului pentru a oferi soldaților lor cu 30 % mai multe șanse să se apropie cu armele de adversari, cu atât mai lungi fiind tăișurile armelor lor decât cele ale dușmanilor. O halebardă poartă o inscripție, care spune că aceasta a fost făcută, în al cincilea an al domniei împăratului din Qin, de către primul ministru Lu Buwei. Aceasta era o garanție de calitate și însuși primul ministru era făcut răspunzător pentru calitatea armelor purtate de soldați . Dotarea armatei era printre cele mai bune din epocă. Invențiile militare erau binevenite și răsplătite cu pungi de aur de către împărat – cum s-a întâmplat de pildă cu arcul care trăgea trei săgeți simultan. Când câteva mii de arcași astfel dotați abăteau o ploaie de săgeți asupra inamicului, efectul psihologic era terifiant . Armatele lui Qin Shi Huangdi au fost printre primele care au folosit o tactică făcută celebră ulterior de huni, mongoli și alte popoare ale stepei. Cavaleria deschidea lupta, atacând în pâlcuri mici oștile dușmane și trăgând săgeți din goana calului, retrăgându-se strategic pentru a ataca iarași, hărțuind fără milă inamicul. Când acesta era debusolat, iar rândurile i se răreau considerabil, Huangdi își trimitea la atac infanteria, care îi masacra pe supraviețuitori, cu miile. Era o tactică barbară, dar eficientă. Și în acest fel, Qin Shi Huangdi a reușit să pună capăt unuia dintre cele mai sângeroase capitole din istoria Chinei, perioada „Statelor Combatante”, învingând toți rivalii și proclamându-se, în 221 î.e.n., împărat al Chinei unificate .
Armata Qin, bine antrenată și motivată, echipată cu arme de precizie și condusă de un rege fără scrupule și ambițios constituia mașina perfectă de război. În 7 ani, Ying Zheng a cucerit 13 orașe din statul dușman Han și alte 20 de orașe din state rivale. Dar dacă dușmanii externi păreau ușor de biruit, în interiorul curții regale, dușmani nevăzuți doreau să îl distrugă. Istoria oficială atestă drept moment crucial majoratul lui Ying Zheng, la împlinirea vârstei de 20 de ani . Regina-mamă avea un nou favorit, marchizul Lao Ai , care îi făcuse reginei doi fii crescuți în secret și intenționa să îl pună pe tron pe unul dintre ei. Știind că descoperirea complotului său este o chestiune de timp, amantul reginei-mame, a făcut o încercare disperată de a dobândi puterea. El a furat pecețile regale, dobândind astfel autoritatea de a mobiliza trupe. Forțele districtuale, sub comanda lui Lao Ai au mărșăluit asupra palatului regal. Securitatea palatului era responsabilitatea primului ministru Lu Buwei care descoperise complotul și pregătise o capcană în care forțele lui Lao Ai s-au aruncat orbește. Complotul este dejucat și Lao Ai capturat și executat împreună cu întreaga sa familie . Prima amenințare la adresa domniei lui Ying Zheng a trecut și controlul dur a devenit tratamentul-standard aplicat tuturor, inclusiv familiei domnitoare. În răstimp de un an, Lu Buwei, căzut în dizgrație și izgonit de la palat, se va sinucide. În culisele palatului, propriul protejat al împăratului, Li Su, va fi eminența cenușie din spatele tronului. El pune la punct o ideologie totalitară, numai bună să fie impusă asupra unei Chine unificate . Până în 237 î.e.n., statul Qin a înglobat alte trei state chineze independente . Panica s-a răspândit în fața mașinii de război în marș. Statul Yen era următorul, nu întâmplător a trimis o misiune diplomatică la curtea Qin cu scopul de a îmbuna teribila forță. Trimișii aduceau daruri de pace regelui Ying Zheng, daruri chiar măgulitoare: o hartă a cuceririlor Qin și capul tăiat al unui general Qin care dezertase, semn că Yen nu va oferi azil dușmanilor acestui stat. Dar cei doi soli erau de fapt ucigași profesioniști care îndeplineau o misiune sinucigașă. Cu toată acuratețea planului, complotul a dat greș, regele Qin a reușit să se salveze numai prin propriile eforturi, apărându-se cu sabia, nimeni neîndrăznind să intervină fără porunca regelui, așa cum prevedea regulamentul curții.
În anul 223 î.e.n.,regele Ying Zheng își indeplinește visul: unificarea Chinei. Mai avea două state de cucerit, dintre care statul Zhou, era cel mai înverșunat inamic, reușind o primă victorie împotriva lui Qin și amenințând visul ambițiosului rege. Ying Zheng trimite împotriva principalului său dușman, pe cel mai bun general, pe Wang Jian în fruntea unei armate de 600 000 de oameni. Abil, Wang Jian refuză timp îndelungat lupta cu armatele Zhou, pâstrându-și pozițiile și interzicând orice acțiune ofensivă. Când, sătui de așteptare și convinși de lașitatea trupelor Qin, comandanții Zhou au hotărât retragerea, Wang Jian a ordonat ofensiva generală, prinzând inamicul în dispozitiv de marș și învingându-l catastrofal și decisiv. Comandantul forțelor Zhou se sinucide, iar regele Zhou este capturat. Obținând o victorie totală și oarecum surprinzătoare asupra celui mai mare rival al său, regatul Qin ocupă ultimul stat chinez rămas independent, Qi, fără luptă.
În anul 221 î.e.n., la 34 de ani, Qin este acum China și Ying Zheng este încoronat cu un văl de stele simbolizând divinitatea Primului Împărat al Chinei. Își ia numele de Qin Shi Huangdi, Primul Suveran August din Qin, titulatură cu valoare imperială. Se considera nu numai o figură divină ci un inițiator, un creator, strămoșul unei descendențe îndelungate. Qin Shi Huangdi, alături de primul ministru, a pus la punct un sistem de reguli care coordona până și detaliile vieții cotidiene și conținea pedepsele pentru încălcarea lor . Chiar și viața privată nu scapă de tentaculele legii Qin care trebuia respectată în tot imperiul. Primul Împărat a perfectat un cod de legi strict, care responsabiliza atât făptașul, cât și până la cinci membri din familia sa pentru orice abatere de la normele de conduită socială, și/sau disidență. Și a curs mult sânge sub domnia lui. Qin Shi Huangdi concepe un sistem elaborat de drumuri care străbat imperiul și scurtături pentru demnitari . Deplasează populații întregi dintr-o parte într-alta a imperiului, familiile bogate le strămută în capitala Xianyang ( Xi’an – ul actual ), unde îi ține mai ușor sub control . Averea naște puterea; dar și reciproca e valabilă, așa încât, mutându-i lângă el îi ține departe și de avuții, și de pretenții. Cu o îndrăzneală militară excepțională el a câștigat controlul asupra unui vast, dar fărâmițat teritoriu și a creat în premieră o Chină unificată. Mai mult decât simpla botezare a Chinei după numele Qin, al dinastiei din care provine, istoricii afirmă că Qin Shi Huangdi a inventat ideea de China.
Una dintre cele dintâi reforme ale lui Qin Shi Huangdi a fost abolirea vechiului sistem feudal prin refuzul de a acorda vreo suprafață de pământ din teritoriul Chinei, ca domenii rudelor și ajutoarelor sale. El a obligat 120 000 de vechi familii nobiliare să se mute din statele lor vasale în noua capitală pentru a-i ține sub autoritatea sa . Demnitarii și generalii săi loiali administrau orașele și comandamentele militare. Pentru a preveni insurecțiile, Primul Împărat a decretat ca toate lăncile, vârfurile de săgeți, cuțitele și uneltele metalice să fie confiscate în toată țara și trimise în capitală. Apoi a pus să fie topite și transformate în douăsprezece statui gigantice înfățișând războinici, care păzeau palatul imperial. Din același motiv, a dărâmat toate fortificațiile și instalațiile defensive din provincii, chiar și zidurile de pământ ale satelor. Aceste măsuri au fost extrem de nepopulare, dar au contribuit la oprirea bruscă a vechilor războaie feudale.
A impus standardizarea scrisului chinez, a monedei pentru facilitarea comerțului, a intensificat comerțul cu mătase, a creat și uniformizat sistemul de măsuri și învățământul, a unificat ecartamentul roților de la căruțe , inventează ceea ce noi numim azi producția de serie și controlul de calitate, sigiliile imperiale care să-l ateste, stimulează talentele administratorilor care se ridică în rang prin abilitatea de a scrie și merit personal, nu prin titlu moștenit, impunerea meritocrației creând o guvernare de o eficiență nemaiîntâlnită până la el. Geniul organizatoric al împăratului s-a exprimat prin cristalizarea primului stat chinez, împărțit în 36 de prefecturi conduse fiecare de un civil, un militar și un supraintendent „raportor". Această concepție era puțin adaptată mentalității popoarelor din regiune. El a reușit totuși, cu ajutorul unei reforme agrare brutale realizate, mai ales, prin exproprierea de foste domenii nobiliare, să câștige asentimentul țăranilor săraci: recunoașterea dreptului de proprietate, înlocuirea servituților feudale cu un impozit proporțional plătit către statul central. Prefecții însărcinați cu realizarea marilor lucrări (drumuri, diguri și canale), generalii cu atribuții de securitate în aceste prefecturi, spionați ei înșiși de supraintendenți numiți.de.împărat,.au.format.o.rețea.administrativă.extrem.de.solidă.care.a.permis.
Este interesant că un mare învingător pe câmpul de luptă reușește să fie în egală măsură un formidabil administrator, și are timp să se lupte și cu eternitatea. Simțindu-se mandatat de divinitate, traversează, cucerește și supune văi și munți pe care îi înscripționează cu table uriașe care să-i consacre autoritatea față de supuși, dar și să-l fixeze în eternitate . Crede în astrologie și o ridică la rang de credință imperială; își ghidează acțiunile politice după evenimentele cosmice, tălmăcitorii de vise sunt la mare cinste, consacră prin sacrificii rituale, botează locuri și orientează palate după stele , viziunea sa încorporează și asimilează geograficul cu miticul, China sub el devine tărâm sacru. Qin Shi Huangdi se delimitează față de Zhou, dinastie aflată sub semnul focului pe care o învinsese și își plasează noua dinastie sub semnul apei. Are ambiția să ridice profanul la nivel de sacru, schimbă calendarul și rearanjează toate sărbătorile oficiale .
Pentru consolidarea imperiului, Qin Shi Huangdi a luat măsuri care deseori duc cu gândul, privind retrospectiv, la regimurile totalitare ale secolului XX. Împăratul Qin a impus populației impozite grele și a procedat la recrutări forțate de masă atât pentru armată, pentru a-și susține campaniile militare ample, cât și pentru ambițioasele sale proiecte de construcții. Prioritatea este deținută de producția agricolă, iar țăranul-soldat, supus corvezilor și conscripției, devine elementul fundamental. Familiile de țărani sunt împărțite în grupuri responsabile colectiv . Un cod de legi sever, plin de pedepse crude, ține recalcitranții în frâu. Din cauza asprimii regimului, nu este de mirare că, după 211 î.e.n., când împăratul Qin Shi Huangdi a murit, dinastia Qin a avut parte de un sfârșit violent și timpuriu .

## Marele Zid Chinezesc
Începând cu secolul VII î.e.n., până în secolul al XVII-lea, mai mult de zece dinastii chineze s-au implicat în construirea și reconstruirea de fortificații ample. Dinastiile anterioare lui Qin au prefațat, oferind o bună experiență preliminară, construcția la o scară gigantică a Marelui Zid, proiect vizionar aparținând tot lui Qin Shi Huangdi, iar cele posterioare au întreținut respectiva ctitorie, s-au bucurat de beneficiile ei, au întărit-o și au extins-o. Nu întâmplător Marele Zid Chinezesc, așa cum este cunoscut îndeobște astăzi, este zidul construit și renovat de dinastia Ming (1368-1644). Cea mai veche prefigurare a Marelui Zid, au fost fortificațiile construite în anul 665 î.e.n., în statul Zhou, cu rol de apărare împotriva celorlalte state . Marele Zid, nu numai că a ținut invadatorii departe dar i-a și izolat pe chinezi care au dezvoltat una dintre cele mai mari și mai originale civilizații ale lumii . Început ca un proiect regal, Marele Zid a supraviețuit decăderii dinastiilor imperiale și astăzi este simbolul trecutului și o mândrie națională. În 215 î.e.n., Primul Împărat al Chinei pornește într-un turneu de inspecție prin imperiul său care pentru prima dată este o țară pacificată și sigură. Milioane de soldați lăsați la vatră sunt astfel disponibili pentru alte sarcini și Qin Shi Huangdi plănuiește construirea celui mai mare proiect al antichității: Marele Zid Chinezesc, o barieră de nepătruns în China . Pentru a-și proteja statul pe care îl unificase contra deselor incursiuni ale triburilor nomade Xiongnu, cunoscuți în Europa drept huni, primul împărat al Chinei poruncește să fie legate între ele fortificații clădite de predecesorii săi și să se construiască noi tronsoane de zid. În 214 î.e.n., împăratul l-a trimis pe generalul Meng Tian la frontiera de nord a imperiului cu o armată de 300 000 de lucrători, dar și cu prizonieri politici al căror număr nu se cunoaște, pentru a construi un lanț de fortificații. Acesta va înainta atât spre est cât și spre vest, pe o lungime totală de circa 6 000 de kilometri, realizând cel mai lung zid din lume ce va deveni ulterior pe bună dreptate celebru. Șerpuind pe crestele munților și ale dealurilor, dar și prin văile adânci, Marele Zid Chinezesc, prevăzut din loc în loc cu forturi cu plan paralelipipedic și turnuri înalte de apărare, are o înălțime de 8 metri și o lățime de 6,5 metri. Pavat cu piatră, era folosit ca șosea dar și ca drum comercial. Turnurile erau puncte strategice, în care se aflau depozite de armament și în care erau încărtuiți ostași . Din ele puteau fi transmise informații pe distanțe întinse, prin intermediul focului și al fumului, precum și prin semnale sonore. Privit din zare, Marele Zid Chinezesc arată ca un dragon întins de-a lungul străvechii frontiere de nord a Chinei și a devenit un simbol al întregii țări. Pentru realizarea măreței fortificații, sute de mii de țărani au fost strămutați cu forța în nord, unde erau păziți de o armată imensă. Împăratul a dat o lege prin care fiecare infractor prins era obligat să muncească la construcția Zidului. Organizarea lucrărilor de construcție, a securității și întreținerii muncitorilor reprezenta în sine o performanță. S-a lucrat în condiții extreme, țăranii neplătiți pentru munca lor au suferit de pe urma brutalității armatei care supraveghea lucrările și a amenințării nomazilor războinici din stepele mongole care, dezlănțuiau atacuri în încercarea de a zădărnici construirea acestor fortificații impresionante, evident îndreptate împotriva lor. Lucrul se desfășura într-un ritm nemilos, noi și noi echipe de lucrători fiind aduse. Costurile umane au fost enorme, cei care au suferit fiind țăranii. Deținuții condamnați la munca silnică la zid trebuia să străbată sute de kilometri, în cătușe și cu zgarde de fier la gât. Mulți dintre ei mureau în marș. Cei care supraviețuiau erau adăpostiți în tabere cu condiții de trai improprii și puși să muncească, indiferent de condițiile de climă. Era o lipsă disperată de hrană. Proviziile trebuia cărate pe distanțe uriașe de către convoaie de animale de povară sau cu plute pe râurile repezi. Mare parte a hranei era furată de bandiți sau era consumată pe drum de către cărăuși. Foametea accelera o rată a mortalității deja ridicată și ducea la violență între lucrători și supraveghetori. Pare incredibil, dar construcția pentru care a fost nevoie de milioane de ore de muncă și ale cărei lucrări s-au desfășurat în condiții atât de grele a fost finalizată în șapte ani . Mulțimile de constructori au pornit lucrările dinspre nord-est către vest. Mai întâi se construiau turnurile, majoritatea înalte de 12 metri. Între turnuri era o curtină înaltă de 6 metri, menită să împiedice infiltrarea potențialilor invadatori. Unde exista piatră, lucrătorii așezau o fundație din blocuri de granit, mari de până la 4 metri pe 1,5 metri. Deasupra fundației se construia o structură exterioară din cărămizi de lut sau piatră , uneori zidul fiind construit din straturi de pământ bătătorit suprapuse succesiv, cu un pat de trestie între asize. În fiecare zonă construcția zidului ridica noi probleme. La capătul dinspre est, în apropierea orașului Shanhaiguan, zidul trebuia să continue în mare pe o mică distanță pentru a nu putea fi ocolit, astfel încât s-au umplut bărci cu stânci uriașe care apoi au fost scufundate, pentru a forma fundația. În unele regiuni, dealurile peste care trebuia să treacă zidul erau atât de abrupte încât carele sau roabele nu mai puteau fi folosite la aducerea pietrei. Oamenii trebuia să care cu spatele, greutăți de până la 50 de kilograme, pe potecile înguste, sau materialele erau trecute din mână în mână . Pietrele, prea grele pentru a fi cărate de un singur om, erau rostogolite pe bușteni sau manipulate cu scripeți centimetru cu centimetru pe pantele abrupte. Odată terminat și primindu-și garnizoanele, zidul s-a dovedit un bastion formidabil. Granițele dintre imperiul chinez și ținuturile vecinilor nomazi de la nord fuseseră clar trasate. În plus, a fost creată o structură ce avea să fascineze multe generații viitoare. Costul în vieți omenești cerut de Marele Zid trebuie să fi fost uriaș atât pentru armată cât, mai ales, pentru țăranii supuși la corvezi. Documentele de epocă vorbesc de două milioane de victime, iar arheologii moderni confirmă mărimea prețului în vieți omenești al lucrării, cu excepția cifrei în sine a victimelor, care se ridică mai probabil la circa 250 000, descoperind că pe toată lungimea sa, Marele Zid este și cel mai mare cimitir din lume. Contrar legendei încetățenite, victimele construirii Marelui Zid nu au fost înhumate în structura acestuia, ceea ce ar fi dus la șubrezirea construcției, ci lângă temelie. Poporul chinez se găsea astfel în paradoxala situație de a ajunge să deteste o înfăptuire de pe urma căreia, pe de altă parte, beneficia de mai multă securitate ca niciodată . În China, indiferent de epocă și de regim politic, viața omului ca individ nu a valorat niciodată prea mult. Marele Zid Chinezesc măsoară astăzi 6 350 de kilometri lungime. Zidul Primului Împărat se întindea de la Lintiano, în provincia Gansu, până la Liadong în provincia Hebei. În timpul dinastiei Han a fost construit un zid lung de circa 10 000 kilometri. Până la inventarea și perfecționarea armelor de foc, Marele Zid Chinezesc a fost o lucrare defensivă cât se poate de utilă și eficientă. Faptul că și în acest răstimp China a mai avut de suferit de pe urma nomazilor din nord nu se datorează unei greșeli fundamentale de concepție în privința Marelui Zid în sine. Unele dinastii ulterioare au încercat, adeseori cu succes, să își asigure pacea la frontierele de nord ale imperiului prin alianțe matrimoniale cu hanii nomazilor sau prin cumpărarea barbarilor, această tactică fiind cu siguranță mai puțin costisitoare decât intreținerea Marelui Zid și asigurarea păcii în nord cu mijloace militare. În aceste perioade, Marele Zid a fost neglijat și a căzut parțial în ruină, astfel încât, atunci când tactica alianțelor matrimoniale și a stipendiilor a dat faliment în fața ambiției și a poftei de glorie a unor hani, numai atunci Zidul Chinezesc nu și-a putut dovedi eficacitatea. În timpul dinastiei Ming, au fost renovate vechile fortificații și construite noi tronsoane. Cu toate că Marele Zid a devenit una din minunile lumii, chinezii l-au privit întotdeauna cu o tristețe adâncă, spunând că pentru el au pierit un milion de oameni, căci fiecare piatră a costat viața unui om. Qin Shi Huangdi a fost fără îndoială unul dintre cei mai mari constructori ai lumii antice. În timpul domniei sale, țăranii erau obligați să servească o lună în fiecare an în miliția locală, o altă lună departe de casă în armata imperială și încă o lună la proiecte de construcții în zone îndepărtate . Unele porțiuni ale sistemelor de canale și irigații ale Primului Împărat, în special, lucrările renumite din zona dealurilor Sichuan, au continuat să fie folosite până în prezent. Șoselele sale imperiale cu trei benzi înconjurau capitala ca niște raze, erau mărginite de copaci și aveau o lărgime de șaizeci de pași. Aceste drumuri, transportul pe apă și sistemul poștal bine pus la punct au îmbunătățit mult comunicațiile, facilitând mișcările trupelor, informațiilor, produselor și dărilor cerute prin sistemul de tributuri și taxe. Dar tot dezvoltata rețea rutieră Qin a ușurat și deplasarea rebelilor spre capitală atunci când au avut loc marile revolte. Sute de mii de muncitori înrolați forțat au construit, de asemenea, complexul de palate magnifice ale Primului Împărat, cu zidurile sale protectoare întinzându-se pe mulți kilometri în împrejurimi. Parcuri și grădini îngrijite înconjurau palatul principal, a cărui sală de audiențe putea primi 10 000 de persoane. Nenumărate pavilioane rezidențiale și pentru distracții erau legate între ele prin pasarele aeriene acoperite și pasaje subterane, astfel încât nimeni, cu excepția câtorva eunuci, nu știa unde se află împăratul . Dacă cineva dezvăluia secretul camerei sale de culcare, alta în fiecare noapte, se putea aștepta la o moarte sigură . Împăratul a poruncit să i se construiască un palat și, în imediata lui vecinătate, reproduceri ale palatelor regilor pe care îi învinsese, ascunse în verdeață. Aceste palate înfățișau un spectacol de o rară frumusețe, care era desăvârșită de orchestra ce cânta ziua și noaptea. Numărul palatelor ascunse în verdeață era de 270 . Qin Shi Huangdi se distra în grădinile sale costisitoare, alegându-și companie dintre cele trei mii de concubine. Când și-a dat seama că domeniile nu puteau fi întreținute numai de muncitoare femei, a ales un mare număr de tineri pentru acest scop, punând mai întâi să fie castrați pentru a proteja castitatea doamnelor din harem . Istoricii chinezi l-au caracterizat, întotdeauna, pe Primul Împărat ca un despot și un egomaniac, iar în vremea sa acesta a fost disprețuit cu înverșunare de întregul popor. Documentele îl descriu ca pe un bărbat cu nas proeminent, ochi mari, pătrunzători, pieptul unei păsări de pradă, voce de șacal și inimă de lup, un om complet lipsit de bunătate. Un portret pictat după moartea sa înfățișează un uriaș impozant cu maxilarul proeminent, bărbos, purtând la piept o sabie uriașă în teaca ei. Istoricii spun că avea atât de multă energie încât putea să citească 55 de kilograme de documente oficiale scrise pe șipci de bambus în fiecare zi . În 214 î.e.n., Qin Shi Huangdi a hotărât să spulbere orice împotrivire și, îndemnat de ministrul său Li Su, a comis crima infamă cunoscută sub numele de ,,Arderea cărților” . În timpul unui banchet pe care suveranul îl dădea celor mai de seamă savanți ai vremii sale, unul dintre invitați, un bătrân literat, prezice cele mai mari nenorociri, pentru cei care nu urmează nobilele învățături ale antichității. Ministrul Li Su a considerat însă că acest blestem umbrește măreția realizărilor împăratului său și l-a sfătuit pe acesta să distrugă sursele antichității care îi determină pe învățați să îi desconsidere opera. Documentele și istoriile vechi de curte au fost arse, la fel și prețuitele opere clasice, în special învățăturile lui Confucius. Epurarea trecutului al Chinei urmărea înnăbușirea unor eventuale noi insurgențe și mișcări separatiste pe care amintirea statu-quo-ului lumii chineze pre-Qin consemnată documentar le-ar fi putut inspira. Cât despre filosofia lui Confucius, ostilitatea față de aceasta în cercurile înalte era mai veche. Singurele lucrări cruțate au fost preponderent cele din domeniile practice, anume cărțile de vrăjitorie, divinație, medicină și horticultură. Refuzul de a se supune aducea cu sine pedeapsa cu moartea . Arderea cărților i-a adus împăratului ura intelectualilor confucianiști contemporani și din întreaga posteritate. Multe învățături s-au pierdut în flăcări. Vreo 460 de învățați care au încercat să-și ascundă manuscrisele au fost îngropați de vii. Timp de mai multe generații, chinezii și-au exprimat mânia față de această impietate profanând mormîntul împăratului .

## Mormântul Împăratului Qin Shi Huangdi. Armata de Teracotă
Unificând China, asigurându-i securitatea împotriva barbarilor din nord, și consolidându-i ordinea internă, ce-i drept, prin teroare, Qin Shi Huangdi s-a putut concentra asupra unui alt proiect de o importanță capitală pentru orice chinez și cu atât mai mult pentru un împărat, un proiect legat de viața de dincolo. Împăratul a luat hotărârea de a-și construit cel mai opulent mormânt realizat până atunci în China, pe măsura neasemuirii realizărilor sale. Mormântul lui Qin Shi Huangdi, o piramidă retezată, în formă de pătrat, era de mult cunoscut și localizat din descrierile lui Sima Qian, istoricul de curte al dinastiei următoare . Încă de la începutul domniei sale, Ying Zheng, s-a pregătit de moarte și a început construirea unui mormânt care, potrivit tradiției, va conține machete ale celor mai de preț bunuri ale sale, inclusiv armata. Una din cele mai de necrezut trăsături ale armatei de teracotă era, însă, mărimea, nu numai a armatei în ansamblu, ci și a fiecărui soldat. Se știe că regii chinezi îngropau soldați de teracotă miniaturali ca spirite protectoare în viața de dincolo, dar niciodată în mărime naturală și purtând arme perfecționate . Ying Zheng simțea că în moarte duhurile vrăjmașilor săi l-ar putea ataca și avea nevoie de o armată de soldați din argilă care, prin natura lor, aveau să dăinuie veșnic. Unii istorici afirmă că armata de teracotă nu trebuia să-l păzească pe Împăratul Qin de spiritele rele de pe lumea cealaltă, ci de duhurile nerăzbunate ale celor uciși. De la tentativa de lovitură de stat a lui Lao Ai, cea mai mare spaimă a împăratului devenise trădarea și asasinatul. Acum nimeni de la curte nu mai era înarmat cu excepția lui și nimeni, cu excepția sa, nu putea chema trupele. Noul sistem de securitate al lui Ying Zheng a dat, însă, greș în timpul complotului Yen și începând cu acest moment, paranoia va crește în mintea lui. Pentru tot restul domniei va fi bântuit de imagini ale morții. Pe Ying Zheng, nu faptul în sine de a muri îl înspăimânta atât, ci conștiința faptului că a umplut lumea spiritelor cu duhurile celor pe care i-a sacrificat, suflete care, de îndată ce el va muri, vor căuta să se răzbune. Regele consideră că un singur lucru îl poate apăra în lumea de dincolo: o armată de spirite. Una dintre multele ciudățenii ale lui Huangdi a fost căutarea nemuririi. Viața veșnică îl obseda. Muzicienii de la curte nu cântau decât melodii despre nemurire, iar numeroși exploratori au fost trimiși în lumea largă, pentru a găsi elixirul vieții eterne; alchimiștii lucrau în laboratoare vaste, pentru a dezlega enigma vieții și a morții. Cercetările arheologice au demonstrat în acest sens că nici armata de teracotă nu era de ajuns. În apropierea movilei funerare a împăratului s-au găsit armuri goale făcute din piatră, fără războinici de teracotă care să le fi purtat. Se presupune că îngroparea acestor seturi de armură din piatră poate avea legătură cu credințele legate de spiritele soldaților morți care au suferit decese violente, ale căror trupuri au fost spulberate și nu au putut avea parte de ritualuri corespunzătoare de îngropăciune. În concepția chineză ei nu avuseseră parte de o moarte fericită, și pentru a nu deveni spirite răzbunătoare, care s-ar fi putut întoarce împotriva primului împărat, le-au fost confecționate aceste armuri. Specialiștii în geomanție și divinație de la curte au ales un loc atrăgător în suburbiile capitalei ca fiind cel mai potrivit pentru mormântul împăratului. Aici, l-au asigurat ei, își va găsi odihna veșnică, întrucât forțele naturale nevăzute, feng-shui, adică vânt și apă, îi sunt favorabile. Mărețul mausoleu subteran a fost construit după modelul palatului său principal, cu toate constelațiile cerești înfățișate pe plafon din pietre prețioase, iar pe podeaua turnată în bronz fiind o hartă a domeniilor sale lumești, cu râuri de mercur. La suprafață se ridica un tumul construit din pietre și pământ, plantat cu arbori așa încât să poată trece drept munte natural. La intrarea boltită au fost ridicate dispozitive mecanice ingenioase care să aducă moartea instantanee jefuitorilor de morminte care ar fi căutat comorile neprețuite ce aveau să-l însoțească pe Primul Împărat în Lumea de Apoi. Qin Shi Huangdi s-a gândit să nu lase pe nimeni să-i profaneze locul de veci și a lansat un greu blestem asupra urmașilor curioși: în clipa în care se va deschide mormântul Primului Împărat, China se va dezmembra. Dimensiunile necropolei sunt de peste 10 km². Piramida mausoleului e înconjurată de două ziduri, iar cele patru bolte unde stau de veghe cei peste 7 000 de războinici se află la peste un kilometru de cel de-al doilea zid. Primul indiciu despre posibilul conținut sunt soldații de teracotă, descoperiți la 1,5 km distanță de movila mormântului. Când arheologii au săpat spațiul dintre soldații de teracotă și movilă, o incredibilă lume s-a găsit: peste 180 de fose conținând mii de soldați, sute de dansatori din teracotă, muzicieni și acrobați care au fost construiți după aceleași standarde ca și prețioasa armată a împăratului. Muntele-mormânt se afla în centrul unei enorme necropole, un oraș subteran pentru Primul Împărat care îi asigura toată protecția. Pentru a afla ce tehnici au fost folosite în timpul dinastiei Qin pentru construirea soldaților de teracotă, în cadrul unui experiment a fost reconstituit procesul de creație în condițiile din vremea respectivă. Fiecare statuie este compusă din două straturi și goală pe dinăuntru. Astfel se evita prăbușirea sub propria greutate câtă vreme statuia era încă moale. Stratul interior, din material de calitate inferioară, are o grosime între 3 și 10 cm. Stratul exterior, fin, de cel mult 3 cm, se punea deasupra și acoperea liniile de contact care uneau părțile statuii. Pentru a preveni ruperea în timpul arderii, lutul era amestecat cu nisip, în cazul picioarelor și a altor părți ale corpului. Pentru echipament, păr și podoabe se folosea un lut deosebit de fin. Capetele se compuneau din două părți legate în spatele urechilor. Peste bucățile individuale, modelate inițial grosolan, olarii turnau un amestec de apă și lut, cu care modelau ochii, nasul, gura și părul. Apoi erau pictate. Nu există două statui cu trăsături identice ale feței. Probabil că olarii i-au folosit drept model pe războinicii armatei Qin. Temperatura cuptoarelor trebuie să fi crescut treptat într-un interval de cinci zile, pentru a atinge cele 1 000 de grade Celsius necesare producerii teracotei. S-au făcut calcule care arată că, pentru crearea unei statui, până în ziua când era scoasă din cuptor, trei oameni munceau 15 zile, fără a lua în calcul intervalul necesar uscării. Astăzi, nu se poate vedea supremul simbol al puterii, mormântul-însuși. Istoria oficială ne furnizează indicii conform cărora încăperea funerară ar conține o reprezentare la scară redusă a întregului imperiu, cu forme de relief, cu râuri, lacuri și mări de mercur, atmosfera toxică generată de această soluție ingenioasă, pe lângă nenumăratele capcane cu care a fost prevăzut mormântul împotriva jefuitorilor, făcând extrem de riscantă, și în ziua de azi, deschiderea lui. Legenda afirmă că mercurul lichid curge, propulsat de o mașinărie perpetuum mobilă, pentru a imita plutitul apelor. Folosind tehnologia modernă, cercetătorii au construit un model tridimensional al întregului complex, începând cu zidurile exterioare ale necropolei. Pentru prima oară a ieșit la iveală structura mausoleului care pare a fi o piramidă divizată cu tunele care duc la mormânt și sub piramidă au descoperit mormântul, al cărui acoperiș este deschis spre cer sau ar fi fost deschis dacă nu era acoperit de pământ. Din pure considerente de prezervare – chinezii, fie ei comuniști sau democrați, nu au permis continuarea excavărilor în zona mormântului propriu-zis, ci doar în ariile adiacente. Pentru a demonstra veridicitatea legendei conform căreia harta imperiului are hidrografia reprezentată din mercur, cercetătorii au prelevat carote de foraj din pământul colinei care acoperă mormântul și au descoperit în acestea o mare concentrație de mercur care, mai mult, are chiar dispunerea fluviilor și a mărilor Chinei pe planul sitului. În ciuda genialității sale, Qin Shi Huangdi era susceptibil față de numeroase superstiții și credea în magie, la fel ca și contemporanii săi de pe tot cuprinsul țării. Având o frică bolnăvicioasă, a adunat în jurul său șamani practicanți ai divinației, vrăjitori, alchimiști și șarlatani care îl încurajau să spere în descoperirea poțiunii magice care, susțineau taoiștii, îi va aduce viață veșnică. L-au convins că elixirul nemuririi putea fi găsit pe trei insule mitice aflate în apropierea coastei Shandong, unde sălășluiau Spiritele Nemuririi. Un magician de la curte a susținut că a vizitat personal aceste insule și a aflat că Nemuritorii vor divulga rețeta elixirului numai după ce vor primi dinainte nenumărați ,,feciori și fecioare de familie bună”. Împăratul a trimis imediat plata umană cerută, pe mai multe corăbii. Convoiul uriaș a dispărut fără urmă. Unii spun că au fost înghițiți de un pește uriaș, sau că au devenit locuitorii unei insule japoneze și s-au temut să se întoarcă pentru a înfrunta furia unui împărat pe care vrăjitorii l-au dus de nas. Ideea unei eterne vieți de dincolo nu îi mai este de ajuns împăratului Qin Shi Huangdi care dorește să trăiască veșnic și în ultimii ani din viață începe să înghită pastile din mercur, fiind convins de alchimiștii săi că trupul său va împrumuta din proprietățile mercurului și va trăi veșnic. Departe de a-i prelungi viața, mercurul și-a făcut efectul fatal. Deoarece mercurul in formă lichidă nu poate fi absorbit de organism, alchimiștii chinezi au făcut capsule solide pentru că știau că sunt ușor digerabile, și se crede că împăratul a urmat acest tratament timp de șase ani. Cu cât lua mai mult cu atât i-a fost afectat sistemul nervos, devenind și mai agresiv și mai paranoic. În călătoriile sale de inspecție, lungi și frecvente, însoțit întotdeauna de numeroși membri ai curții, Primului Împărat îi plăcea cel mai mult să privească spre mările din răsărit, sperând că Nemuritorii vor apărea în fața Augustei sale Prezențe. Își spunea Stăpânul celor Zece mii de ani, așteptându-se ca el și descendenții săi să domnească pentru totdeauna.

## Sfârșitul Dinastiei Qin

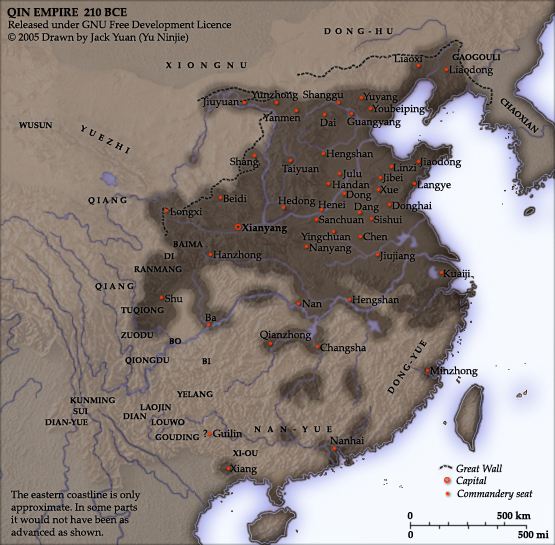
Cum arăta harta dinastiei Qin în anul 210 î.Hr.

În a șaptea lună din anul 210 î.e.n., călătoria spre imortalitate s-a sfârșit. La vârsta de 50 de ani, Qin Shi Huangdi a murit. Moartea lui a fost ascunsă timp de două luni de ministrul său Li Su și eunucul șef Chao Kao, căci împăratul se afla într-o expediție militară și vestea ar fi provocat haos în imperiu și acești curteni cu poziții înalte se temeau de o tentativă de acaparare a tronului înainte ca ei să poată să consolideze puterea în propriile mâini. Fiind vară, cadavrul a intrat rapid în putrefacție, răspândind un miros pestilențial și pentru a ascunde faptul că împăratul murise sfetnicii săi au adus în preajma caleștii imperiale, în care se afla cadavrul acestuia, care cu pește, pretextând ca Huangdi poftește să servească așa ceva . În timpul călătoriei de întoarcere spre capitală, cei doi conspiratori au conceput planuri pentru o lovitură brutală de palat. Qin Shi Huangdi îl desemnase, în unul din ultimele sale decrete și fără știrea curții, pe fiul cel mare ca successor la tronul dinastiei . Prințul se afla la acel moment în nord, la graniță, împreună cu generalul Meng Tien și armata lui, ispășindu-și pedeapsa pentru obiecțiile sale față de Arderea Cărților. Ministrul Li Su și eunucul Chao Kao au distrus prompt decretul conducătorului mort și au conceput un edict imperial fals prin care atât generalul, cât și prințul moștenitor erau condamnați la moarte . Când acest decret a ajuns la cei din cauză printr-un mesager imperial, moștenitorul Qin a recurs, ascultător, la sinucidere . Înainte să-și ia viața înghițind otravă, mândrul general Meng Tien a spus mesagerului: ,, Timp de trei generații, familia mea a servit casa Qin. Acum am sub comanda mea 300 000 de soldați, am puterea să pun la cale o rebeliune, dar prefer moartea pentru că nu vreau să-mi dezonorez strămoșii și să uit onorurile pe care împăratul mi le-a acordat.” În secolele următoare, când gentilomii învățați chinezi reciteau această declarație faimoasă de credință supremă, atestată în documente vechi, erau adesea mișcați până la lacrimi în sensul propriu . Trupul lui Qin Shi Huangdi este dus în mausoleul construit în timpul vieții sale. Împăratul a luat cu el nu numai concubinele care nu îi dăruiseră fii și armata de teracotă ci și arhitecții, desenatorii, inginerii și constructorii, toți cei care cunoșteau intrările și ieșirile. Toate secretele, cu excepția legendei râurilor și mărilor de mercur sunt ferecate. Ministrul Li Su și eunucul Chao Kao au făcut în așa fel încât să pună pe tron un prinț Qin mai tânăr, ca al doilea împărat al dinastiei sub numele său Er Shi Huangdi (Al doilea Împărat August). Eunucul Chao Kao se purtase lingușitor cu prințul incompetent care se afla sub influența sa. Legendele spun că Chao Kao și al doilea împărat au pus la cale ca toți ceilalți copii din familia imperială să fie uciși și îngropați într-o criptă în apropierea tatălui lor, înlăturând astfel orice posibilitate a unor uneltiri pentru tron în interiorul palatului . În timpul primului an de domnie a celui de-al Doilea împărat Qin a izbucnit o revoltă, instigată de un soldat de rând și oamenii din unitatea sa. În loc să riște să fie executați pentru că n-au reușit să se întoarcă în tabăra lor la timp, așa cum prevedeau regulamentele militare Qin, ei au hotărât că e mai înțelept să moară ca rebeli. Având ca arme doar bâte și pari de grădină, această mică bandă a aruncat scânteia unei revoluții care avea să cuprindă toată China. Țăranii fără cămin și soldații care rătăceau prin provincii, dintre care mulți trecuseră la banditism, s-au raliat rebelilor. În scurt timp, lorzi, nobili, învățați și întreaga populație s-a ridicat ca o mare furtună împotriva regimului Qin oprimant. La început, armatele imperiale au putut să țină în frâu hoardele rebele, dar în câteva luni revoluționarii uniți se aflau în avantaj. Eunucul Chao Kao l-a închis pe al doilea împărat în palat, izolat de toți ceilalți sfetnici, și astfel l-a convins cu ușurință să creadă asigurările sale repetate că totul merge bine. În cele din urmă, în anul 208 î.e.n., primul ministru Li Su l-a sfătuit pe eunuc să fie mai puțin cutezător în uzurparea puterii și să acorde mai multă atenție situației militare disperate. Pentru această îndrăzneală, eunucul a pus ca Li Su să fie aruncat în temniță unde a sfârșit despicat în bucăți, tăiat în două de la brâu. Marea armată a rebelilor, condusă de soldatul suprem, a continuat să înregistreze victorii. Eunucul Chao Kao a început să se teamă că dacă împăratul va afla că a fost înșelat, își va pierde viața, așa că a aranjat asasinarea acestuia. Urmașul celui de-al doilea împărat al dinastiei Qin a ocupat tronul Dragonului, ca o marionetă, timp de numai patruzeci și trei de zile și l-a executat pe eunuc când a aflat de crimele acestuia. Capitala Qin a căzut în mâinile comandantului rebelilor, care și-a instalat cartierul general la periferia orașului. Al Treilea Împărat Qin, cu o frânghie legată în jurul gâtului, semn al predării umilitoare, a ieșit din palat și s-a îndreptat spre tabăra rebelilor într-o trăsură de rând, trasă de un singur cal alb, culoarea de doliu. Le-a predat insurgenților sigiliul imperial și însemnele puterii și a fost ucis . Scribii oficiali care au compilat istoria dinastiei Qin au avut numai cuvinte de ocară pentru eunucul Chao Kao care a îndrăznit să uzurpe controlul asupra tronului chinez și a precipitat căderea unei case imperiale domnitoare. Numele lui disprețuit a rămas pentru totdeauna un avertisment pentru împărații chinezi, de a nu permite ca eunucii să aibă vreo influență asupra lor . Criticat de istorici a fost și Qin Shi Huangdi pentru că a încercat să distrugă idealurile confucianiste și a neglijat bunăstarea supușilor săi. Noua dinastie Han, fondată de comandantul rebel victorios, va domni pentru următorii patru sute de ani și va fi una dintre cele mai respectate dinastii chineze . Importanța excepțională a dinastiei Qin, în ciuda scurtimii ei, nu stă numai în succesele militare și în unificarea teritoriilor locuite de chinezi. Aceste realizări au fost dublate de o serie de măsuri care fac din această perioadă placa turnantă în istoria civilizației chineze. Principalele realizări rămân lichidarea fărâmițării politice, introducerea unui sistem birocratic centralizat și înlocuirea regalității paternaliste printr-o monarhie autocratică de drept divin. Centralizarea politică a fost dublată de o integrare economică adâncită prin impunerea monopolului de stat în sectoarele principale ale vieții economice, ca și prin lichidarea oricăror tendințe centrifuge. În această operație nici un aspect nu a fost neglijat. De la obligația membrilor aristocrației de a-și părăsi domeniile și a rezida în capitală până la distrugerea zidurilor care împrejmuiau orașele și satele, altădată independente, de la impunerea unor funcționari imperiali, în calitate de guvernatori și administratori, și până la elaborarea unui nou sistem fiscal. Pe de altă parte, construirea unei rețele de trei drumuri de acces radiind din capitală, dotate cu hanuri, permitea rapida circulație de la centru spre periferie a curierilor și a ordinelor imperiale. Au fost impuse, în întreg imperiul, măsuri, greutăți, monedă, calendar și mijloace de transport unice. Pe lângă măsurile administrative și politice, Qin Shi Huangdi a distrus baza ideologică a sistemului Zhou, confucianismul, ideologie care slujea interesului structurilor bazate pe raporturi personale stabilite între rege și membrii aristocrației provincial, dar nici celelalte curente filosofice existente nu au beneficiat de un tratament favorizator. Acest efort s-a materializat într-un edict prin care toate școlile de filosofie erau închise. Concomitent, a fost elaborată o nouă doctrină imperială. Ideile originii divine a regalității și a universalității puterii regale sunt acum diferite. Împăratul însuși este stăpân al spațiului și timpului și, în această calitate, guvernează ordinea cosmică și stabilește un echilibru între lumea divină și cea terestră, adică instituie Marea Pace. Mărturii concrete ale noii concepții sunt structura palatului imperial, care reproduce universul, alegerea modelului pentru care, a constelațiilor și aștrilor pentru decorarea hainelor și a drapelelor, impunerea unui anumit mod de viață pentru suveran. În sfârșit, descoperirea necropolei regale a demonstrat că poziția împăratului a fost reflectată și în arhitectura funerară. Acest statut este subliniat și prin dimensiunile incintei în care este amplasat mormântul, prin monumentalitatea parcului funerar și a construcțiilor pe care le cuprindea, dar mai ales prin faptul că întregul complex funerar era o reflectare, o machetă a universului. Numărul și splendoarea ofrandelor funerare întregesc tabloul onorurilor care l-au însoțit pe Primul Împărat după moarte. Qin Shi Huangdi a lăsat o moștenire așa cum nu s-a mai văzut, o națiune unificată cu o singură limbă scrisă care este încă folosită, un sistem de administrație care supraviețuiește și astăzi și un Mare Zid care stă în picioare, dar mai mult decât orice, Qin Shi Huangdi a creat ideea de China, un singur popor și o singură țară, realizări prin intermediul cărora dorința sa de imortalitate a fost îndeplinită în cele din urmă.